# Paul Benjamin
Paul Benjamin (Pelion, Dél-Karolina, 1938 – Los Angeles, Kalifornia, 2019. június 28.) amerikai színész.

## Filmjei
- Éjféli cowboy (Midnight Cowboy) (1969)
- Az Anderson-magnószalagok (The Anderson Tapes) (1971)
- Győzelemre született (Born to Win) (1971)
- A 110. utca (Across 110th Street) (1972)
- Halálos kopók (The Deadly Trackers) (1973)
- The Education of Sonny Carson (1974)
- Distance (1975)
- Friday Foster (1975)
- Leadbelly (1976)
- One In A Million: 1978 Full Feature (1978)
- I Know Why the Caged Bird Sings (1979, tv-film)
- Szökés az Alcatrazból (Escape from Alcatraz) (1979)
- Gideon trombitája (Gideon's Trumpet) (1980, tv-film)
- Hat év, hat nap (Some Kind of Hero) (1982)
- Deadly Force (1983)
- Call girl ötszázért (Nuts) (1987)
- Szemet szemért (Do the Right Thing) (1989)
- Rózsaszín Cadillac (Pink Cadillac) (1989)
- The Five Heartbeats (1991)
- A háziúr (The Super) (1991)
- Leszámolók (Drop Squad) (1994)
- Rácsok mögött (The Fence) (1994)
- Rosewood, az égő város (Rosewood) (1997)
- Gengszter (Hoodlum) (1997)
- The Breaks (1999)
- Stanley's Gig (2000)
- Az állomásfőnök (The Station Agent) (2003)
- Back in the Day (2005)
- The Tall Man (2011)
- Occupy, Texas (2016)